# اللطيف والطيب (رواية)
اللطيف والطيب (بالإنجليزية: The Nice and the Good)‏ هي رواية للكاتبة البريطانية آيريس مردوك، نشرت عام 1968، لأول مرة عن دار نشر تشاتو آند ويندوس.